# Bancoomeva
Bancoomeva es un banco colombiano fundado en 1964 como empresa prestadora de salud y desde 2011 opera como banco comercial.

## Historia

### Coomeva
Fue fundado el 4 de marzo de 1964, por del doctor Uriel Estrada Calderón y un grupo de 27 médicos. Inicio así la Cooperativa Médica del Valle, (COOMEVA); Una empresa prestadora de servicios médicos.
En 1989 fue creada La Fundación Coomeva para cumplir con la responsabilidad social de la empresa. A partir del 2018, se conoce como Coomeva Desarrollo Empresarial. 

### Bacoomeva
El 11 de febrero de 2011 recibió la autorización de la Superintendencia financiera para operar como un banco comercial.